# Roy Budd
Roy Budd (* 14. März 1947 in London; † 7. August 1993 ebenda) war ein britischer Komponist von Filmmusik und Jazzpianist.

## Leben
Budd begann schon sehr jung mit dem Klavierspiel. Besonders Oscar Peterson beeinflusste ihn in frühen Jahren, dessen Stil er immer verbunden blieb. Budd leitete sein erstes Trio im Alter von 17 Jahren; ihn begleiteten Peter McGirk am Bass und Trevor Tomkins am Schlagzeug. Nach Abschluss seiner Schulzeit spielte Budd zunächst solo, dann formierte er ein neues Trio mit Jeff Clyne (Bass) – später ersetzt durch Pete Morgan – und Chris Karan (Schlagzeug). In Deutschland kennt man seine Arbeiten auch aus verschiedenen Fernsehshows mit seiner ersten Ehefrau Caterina Valente, mit der er den gemeinsamen Sohn Alexander hatte und die einige seiner Kompositionen sang.
1970 komponierte Budd die Filmmusik zu dem Western Das Wiegenlied vom Totschlag (Soldier Blue). Er schrieb über 50 Filmmusiken; seine größten Erfolge waren Get Carter, Sindbad und das Auge des Tigers, Mama Dracula und Das Carey Komplott. Die 1993 veröffentlichte Neukomposition für den Lon Chaney-Stummfilmklassiker Das Phantom der Oper (1925) war eines seiner letzten Werke.
2005 veröffentlichte das Soundtrack-Label Film Score Monthly seinen (kompletten) Soundtrack zu Das Carey Komplott (The Carey Treatment) neu, zusammen mit den Soundtracks zu Coma von Jerry Goldsmith und Westworld von Fred Karlin in einer limitierten Auflage auf zwei CDs.
Budd starb an den Folgen eines Schlaganfalles im Alter von 46 Jahren am 7. August 1993.

## Filmografie (Auswahl)
- 1970: Das Wiegenlied vom Totschlag (Soldier Blue)
- 1971: Zeppelin
- 1971: Catlow – Leben ums Verrecken (Catlow)
- 1971: Jack rechnet ab (Get Carter)
- 1971: Entführt (Kidnapped)
- 1971: Der Ruf der Freiheit (Flight of the Doves)
- 1972: Angst ist der Schlüssel (Fear is the Key)
- 1974: Die schwarze Windmühle (The Black Windmill)
- 1974: Fluchtpunkt Marseille (The Marseille Contract)
- 1974: Papier Tiger (Paper Tiger)
- 1977: Willkommen in der blutigen Stadt (Welcome to Blood City)
- 1977: Sindbad und das Auge des Tigers (Sinbad and the Eye of the Tiger)
- 1978: Die Wildgänse kommen (The Wild Geese)
- 1980: Die Seewölfe kommen (The Sea Wolves)
- 1982: Das Kommando (Who Dares Wins)
- 1985: Wildgänse 2 (Wild Geese II)
- 1987: Der große Knall (Le Big Bang)